# Milenko Vesnić
Milenko R. Vesnić (ou Milenko R. Vesnitch), né le 13 février 1863 à Dunišiće et mort le 15 mai 1921 dans le 16e arrondissement de Paris, est un diplomate et homme politique serbe, ministre de Serbie en France à plusieurs reprises entre 1904 et 1921, le représentant diplomatique de la Serbie lors de la conférence de paix de Paris à Versailles en juin 1919 et Premier ministre du royaume des Serbes, Croates et Slovènes (1920-1921).

## Biographie
Milenko R. Vesnić a fait ses études de droit à la Grande école de Belgrade, puis à l'université de Munich (depuis 1883). Le 8 août 1888 Vesnić soutint sa thèse du doctorat intitulé « La Vendetta chez les Slaves du sud », publiée l'année suivante à Stuttgart. Par la suite il s'est perfectionné à Paris (1888-1889) et à Londres (1889-1890). Il entra dans le service diplomatique de Serbie en 1891, en tant que secrétaire de la Légation de Serbie à Constantinople. À partir de 1893, il est professeur de droit international à la Grande École et la même année il devient député à l'Assemblée nationale en tant que membre du parti radical. 
Dans le gouvernement de Sava Grujić (1893-1894), il fut ministre de l'Instruction publique et du culte. Il termine sa carrière du professeur de droit en 1899, après une insulte au roi Milan I Obrenović et il fut condamné à deux ans de prison. en 1901 il reprend son service diplomatique en tant que ministre de Serbie à Rome. En 1904, Vesnić est nommé ministre à Paris. Dans le cabinet radical de Nikola Pašić en 1906 il fut ministre de la justice. Il retourne de nouveau à Paris en tant que ministre de Serbie. Après les guerres balkaniques Vesnić était membre de la délégation serbe à la Conférence des ambassadeurs à Londres de 1912 à 1913. 
Pendant la Grande Guerre, Milenko R. Vesnić organisa plusieurs conférences en faveur des efforts serbes, « alliée héroïque de la France », comme on le disait à l’époque. Il a publié à Paris un recueil de ses discours et ses articles dans la presse française, intitulé « La Serbie à travers la Grande Guerre » (Bossard, Paris 1921). 
Vesnić fut élu membre correspondant de l’Académie des sciences morales et politiques à Paris. 
Il était marié à une Américaine (Blanche Ulman) de la famille de la femme du président Wilson. M. Vesnitch s'est rendu à Washington avant la conférence de la paix pour rencontrer le Président Wilson et lui expliquer la position serbe à l'égard de la dislocation de l'Empire austro-hongrois.
Vesnić avait également représenté la Serbie à la Société des Nations à la conférence de Paris en janvier 1919.
Milenko R. Vesnić était à deux reprises (1920 et 1920/1921) le premier ministre du royaume des Serbes, Croates et Slovènes, et donc fondateur de la Yougoslavie. Lors de son deuxième gouvernement il était en même temps ministre des Affaires étrangères. Il a signé le traité de Rapallo avec l'Italie en 1920.
Auteur des plusieurs études sur le droit pénal et le droit international, surtout sur la position de la Bosnie-Herzégovine dans le droit international, Vesnić a également traduit du français et de l'allemand les manuels du droit international (1898) et du droit pénal (1902), ainsi que l'ouvrage de B. Cunibert, le médecin du prince Miloš Obrenović en langue serbe (1901). 

## Œuvres
- Milenko R. Wesnitsch, Die Blutrache bei den Südslaven: ein Beitrag zur Geschichte des Strafrechts, Stuttgart: Gebrüder Kröner, 1889 (thèse du doctorat en allemand)
- Milenko R. Vesnitch, La Serbie à travers la Grande Guerre, Bossard, Paris 1921